# 439e escadron de soutien au combat
Le 439e escadron de soutien au combat est une unité de l'Aviation royale du Canada basée à la base des Forces canadiennes Bagotville, au Québec. L'escadron, équipé de trois hélicoptères CH-146 Griffons, fournit un soutien héliporté aux opérations de la base et inclut une escadrille de recherche et sauvetage.

## Histoire

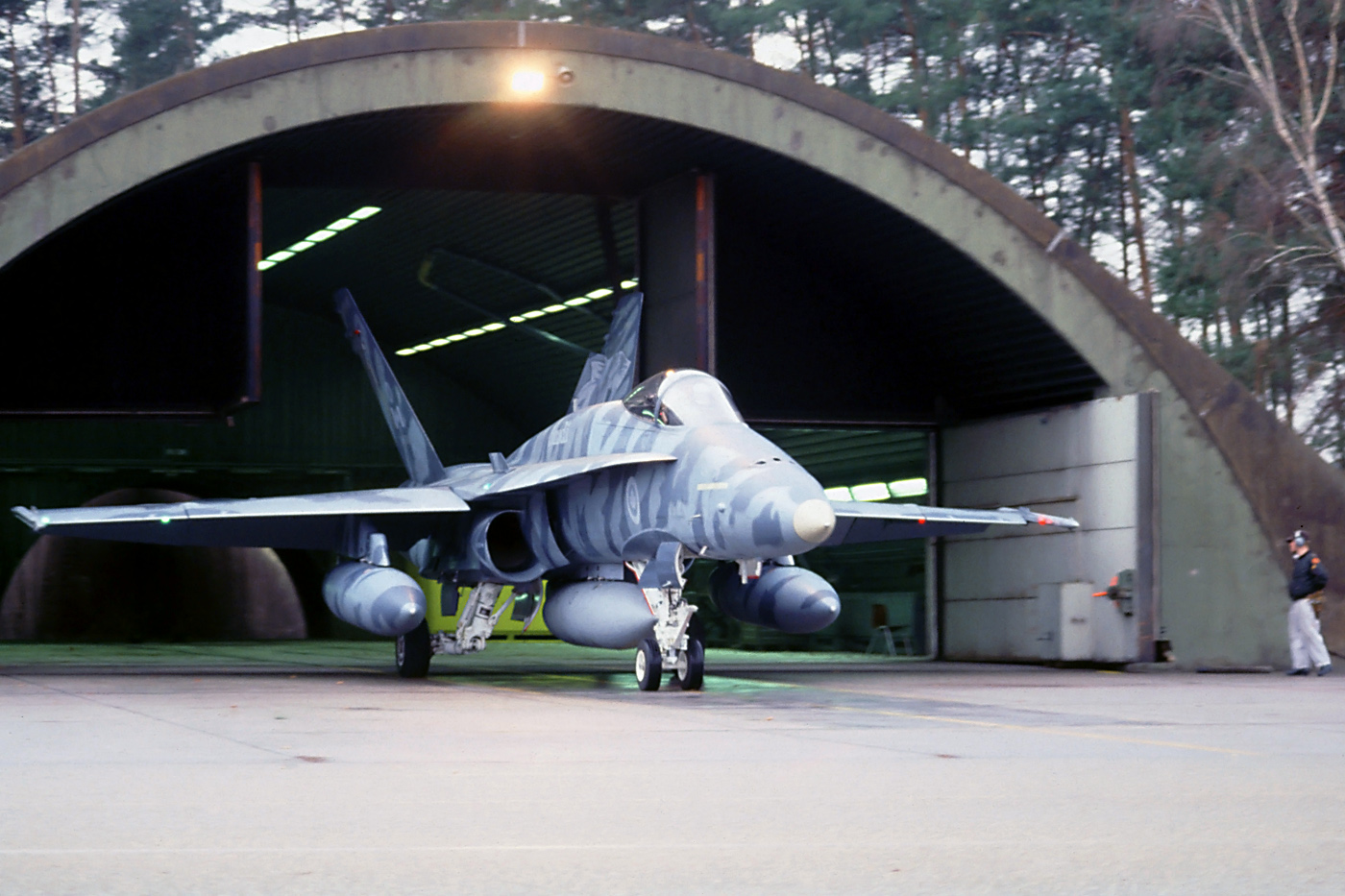
19 janvier 1993, départ vers le Canada des 24 McDonnell Douglas CF-18 Hornet alors basés à CFB Baden–Soellingen; ici un appareil du 429e escadron.

Originellement appelée 439e escadron de chasseurs-bombardiers, l'unité est créée pendant la deuxième Guerre mondiale en 1942, puis est transférée en 1943 à Wellingore, en Angleterre. Après avoir mené des opérations en Angleterre, en France, en Belgique, aux Pays-Bas et en Allemagne, il est dissous à Flensbourg, près de quatre mois après la fin des hostilités. Reformé en 1951 à l'aéroport d'Ottawa, il se déploie de nouveau en Europe au sein de la 1re escadre, premièrement affecté à North Luffenham en Angleterre puis à Marville en France. Il est désactivé pendant l'hiver 1963-1964 puis réactivé sous le nom de 439e escadron d'attaque et affecté à la 3e escadre à Lahr et à Baden-Soëllingen. En 1985, l'escadron se dote de chasseurs CF-18 Hornets avant d'être désactivé en 1993 et repositionné à Bagotville dans son nouveau rôle de soutien au combat, équipé de l'hélicoptère Griffon.